# Держава Сирія (1924—1930)
Держава Сирія (фр. État de Syrie, араб. دولة سوريا Dawlat Suriya) — держава під французьким мандатом. Утворення проголошено 1 грудня 1924 р., союз держав Алеппо і Дамаск. Була наступником Сирійської федерації — союз держав Алеппо, Дамаск і держави алавитів. Держава алавитів не увійшла до складу держави Сирія.

## Генеза
У 1920 році незалежне Арабське Королівство Сирія створено королем Фейсалом І Хашимітського походження, який згодом став королем Іраку. Проте його влада над Сирією закінчилася всього за кілька місяців після військових зіткнень між військами Арабського королівства Сирія і регулярними французькими військами в битві при Майсалун. Французькі війська окупували Сирію в тому ж році після того, як Ліга Націй передала Сирію під французький мандат.

## Історія мандатної Сирії

### Початкова цивільна адміністрація
Після конференції в Сан-Ремо і поразки короля Фейсала І з коротким терміном монархії в Сирії після битви в ущелині Майсалун, французький генерал Анрі Гуро створив цивільну адміністрацію на цьому терені. Підмандатний терен розділили на шість держав. Поділ цих держав частково засновано на релігійному різноманітті Сирії. Проте, майже всі сирійські релігійні конфесії були ворожі до французької влади. 
В основному суннітське населення Алеппо і Дамаску було категорично проти поділу Сирії.

### Сирійська Федерація (1922-24)
У липні 1922 р. Франція встановила вільну федерацію між трьома державами: держава Дамаск , держава Алеппо і Алавітська держава під назвою Сирійська Федерація. Джебель-ед-Друз і Великий Ліван не входили до федерації. Автономний Александреттський санджакСанджак Александретта увійшов до складу держави Алеппо в 1923 році. Федерація прийняла новий федеральний прапор, який пізніше став прапором держави Сирії.

### Держава Сирія
1 грудня 1924 року, Алавітська держава відокремилася від федерації, коли держави Алеппо і Дамаск об'єднались у Державу Сирія.

### Велике повстання
У 1925 році вибухнуло повстання сирійців проти французького колоніального панування, на чолі з Султан аль-Атраш . 
Спалахнуло повстання в районі Джебель-ед-Друз, яке швидко поширилося на всі інші терени Сирійської держави і отримало назву Велике сирійське повстання. Франція спробувала через в парламент Алеппо оголосити відділення від союзу з Дамаском, але голосування зірвали сирійськими патріотами. 
Попри французькі спроби встановити контроль шляхом протиставлення конфесій та виділення міських і сільських районів, повстання поширилося з сільської місцевості і об'єднало сирійських друзів, сунітів, шиїтів, алавітів і християн. Тільки-но повстанці осадили Дамаск, французькі війська застосували методи, які стали прообразом тих, які будуть використовуватися надалі в Алжирі та Індокитаї. Ці методи включали знос будинків, колективне покарання міст, страти, переміщення населення, а також використання важкої артилерії в міських районах. Повстання було зрештою придушено в 1926-27 рр. через французькі повітряні бомбардування цивільних теренів, включно з Дамаском.

### Республіка Сирія
14 травня 1930, державу Сирія проголошено Республікою Сирія і прийнято нову конституцію.

## Ресурси Інтернету
- Timeline of the French Mandate period
- Mandat Syria-Liban ... (1920-146) [Архівовано 26 червня 2008 у Wayback Machine.]
- La Syrie et le mandat français (1920-1946) [Архівовано 19 січня 2022 у Wayback Machine.]
- Les Relations franco-libanaises dans le cadre des relations Internationales
- Mandat français au Proche-Orient
- No Yo-Yo!. Time. 30 січня 1933. Архів оригіналу за 5 травня 2009. Процитовано 19 серпня 2009.